# Белко, Любомир
Любоми́р Бе́лко (словац. Ľubomír Belko; 4 февраля 2002, Жилина) — словацкий футболист, вратарь клуба «Жилина».

## Клубная карьера
Любомир Белко родился в городе Жилина и является воспитанником местного одноименного клуба. С 2019 года вратарь выступал за второй состав команды. 8 августа 2021 года Белко дебютировал в первой команде в чемпионате Словакии.

## Карьера в сборной
С 2021 года Любомир Белко является игроком молодёжной сборной Словакии.
В мае 2022 года Белко получил вызов в сборную Словакии на матчи Лиги наций. Но на поле в тот раз футболист не появлялся.